# 이세하라 단층

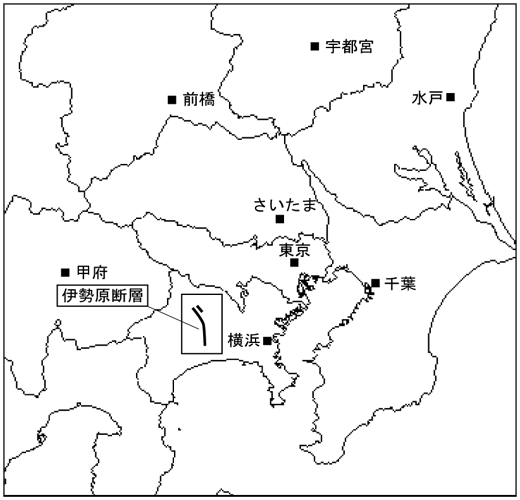
이세하라 단층의 위치

이세하라 단층(일본어: 伊勢原断層 いせはらだんそう[*])은 북쪽으로는 일본 가나가와현 중부의 사가미하라시에서 남쪽으로는 히라쓰카시 남부까지 이어져 있는 총 길이 21km 정도의 활단층이다. 단층 양식은 동쪽이 융기하는 역단층이다. 단층 동쪽에는 단층 산지 중 하나인 나카쓰 산지가 있으며 동쪽 더 너머에는 쓰루카와 단층이 있다. 천년에 0.5m 정도 움직이는 단층이다.

## 지진 발생 확률
지진조사연구추진본부에서는 이세하라 단층의 발생 가능한 최대 규모를 M7.0으로 두고 있으며 4천 년에서 6천 년 간격으로 지진이 일어난다고 추정했다. 5세기에서 18세기 사이 마지막으로 활동했으며 사가미-무사시 지진을 일으킨 단층이 이세하라 단층인 것으로 추정된다. 향후 50년 이내에 거의 지진활동이 일어나지 않을 것으로 보이는 "Z급 단층"으로 분류되어 있다.
30년 내 발생 확률은 거의 0-0.003%, 50년 내 발생 확률은 거의 0-0.005%, 100년 내 발생 확률은 0-0.01%로 추정하고 있다.
| 구역          | 지진 종류                | 2021년 1월 1일 기준 | 2021년 1월 1일 기준 |
| 구역          | 지진 종류                | 규모(M)             | 30년 내 발생 확률   |
| 이세하라 단층 | 직하형지진 주요 활단층대 | M7.0 정도           | 거의 0%~0.003%      |

## 같이 보기
- 사가미-무사시 지진
- 미나미칸토 직하지진